# György Faludy
György Faludy, vlastním jménem József Bernát György Leimdörfer (22. září 1910 Budapešť – 1. září 2006 Budapešť), byl maďarský spisovatel a překladatel židovského původu.
Maturoval na budapešťském evangelickém gymnáziu Fasori a pak studoval chemii na Vídeňské univerzitě a na Humboldtově univerzitě v Berlíně. Literární činnosti se věnoval od roku 1938, kdy vydal první sbírku básní Na pompejské stráži. Vytvořil volné překlady Villonových balad, které získaly značnou popularitu, byly však některými kritiky odmítány pro ahistorický a subjektivní přístup. Překládal do maďarštiny také Heinricha Heineho, Multatuliho a Bjørnstjerne Bjørnsona. Druhou světovou válku prožil ve Francii a USA, bojoval v tichomořské válce. Po návratu do vlasti byl redaktorem deníku Népszava. V roce 1947 se podílel na svržení budapešťského pomníku biskupa Ottokára Prohászky, známého svými antisemitskými postoji. Komunistický režim Faludymu zakázal publikovat a odeslal ho na tři roky nucených prací do dolů v Recsku.
Po potlačení maďarského povstání v roce 1956 Faludy odešel znovu do exilu. V Londýně redigoval literární časopis Irodalmi Újság a vydal autobiografii nazvanou Mé šťastné dny v pekle. Pak přednášel na Torontské univerzitě, kde získal čestný doktorát. Od roku 1988 žil opět v Maďarsku. Byla mu udělena Kossuthova cena a stal se jedním ze zakladatelů Digitální literární akademie. V Torontu je po něm pojmenováno György Faludy Place.
Byl třikrát ženatý, mediální pozornost vzbudil vztahem s třetí manželkou, která byla mladší o více než šedesát let. Dlouho však také žil s americkým baletním mistrem Ericem Johnsonem. Jeho vnuk Alexander Faludy je anglikánským knězem v Newcastle upon Tyne a proslul svojí publicistickou činností, v níž ostře vystupuje proti vládě Viktora Orbána.